# Melica
Melica L., 1753 è un genere di piante erbacee o arbustive della famiglia delle Poaceae.

## Etimologia
Il nome del genere fa riferimento alla parola "miele" ossia "erba del miele", nome assegnato dal botanico, medico e anatomista italiano Andrea Cesalpino (1519 – 1603) ad una specie di sorgo. Tale nome è stato dato probabilmente per la dolcezza del gambo di alcune specie di questo genere.
Il nome scientifico del genere è stato definito da Linneo (1707 – 1778), il padre della moderna classificazione scientifica degli organismi viventi, nella pubblicazione "Species Plantarum - 1: 66" del 1753.

## Descrizione

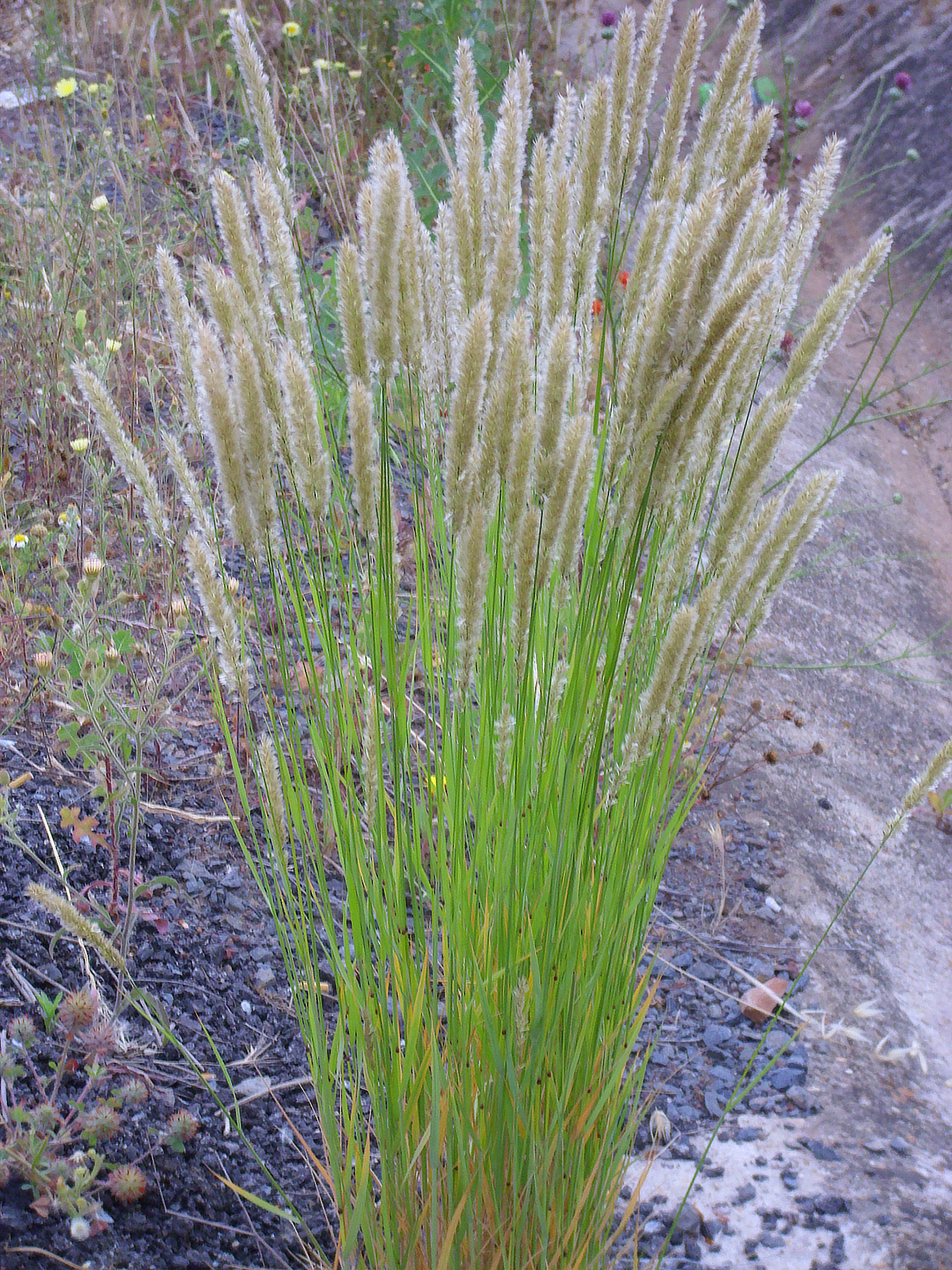
Il portamento
Melica ciliata

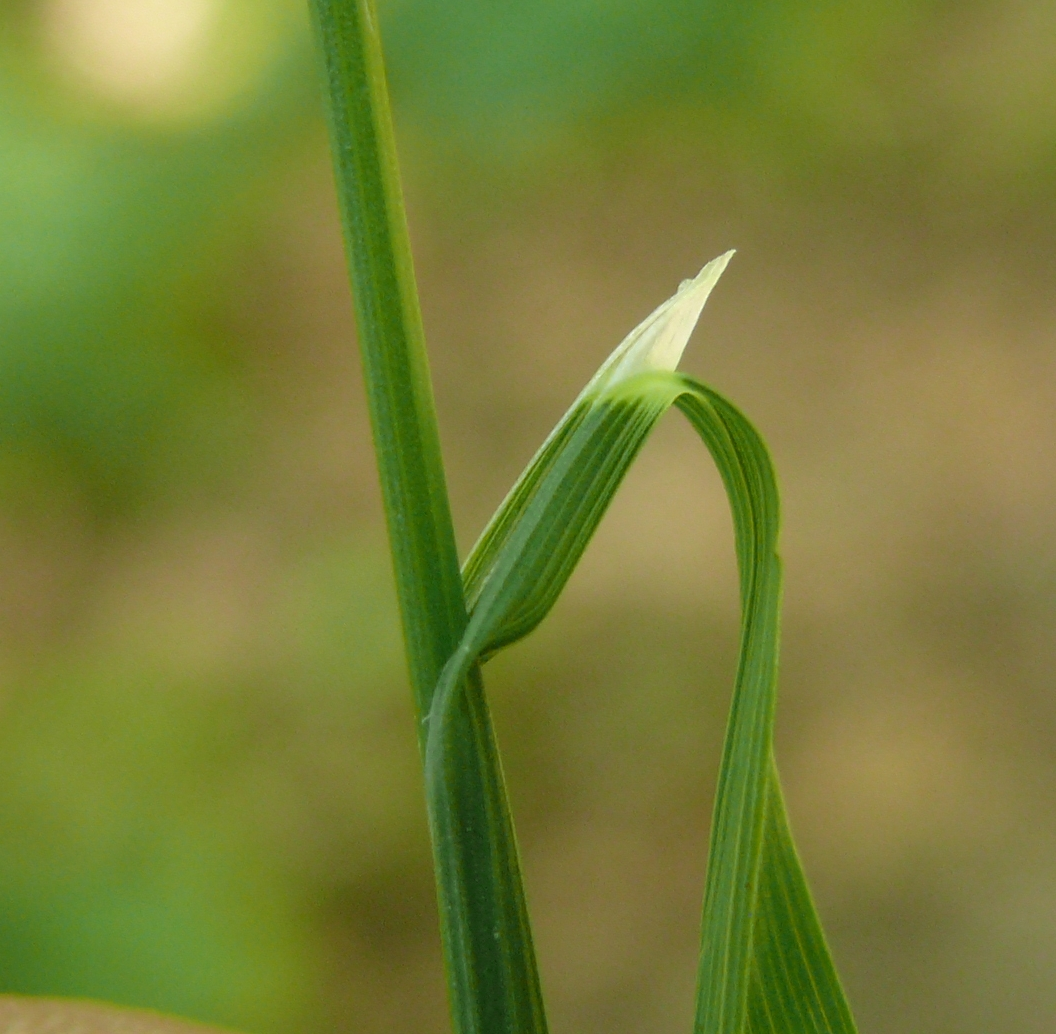
Le foglie
Melica picta

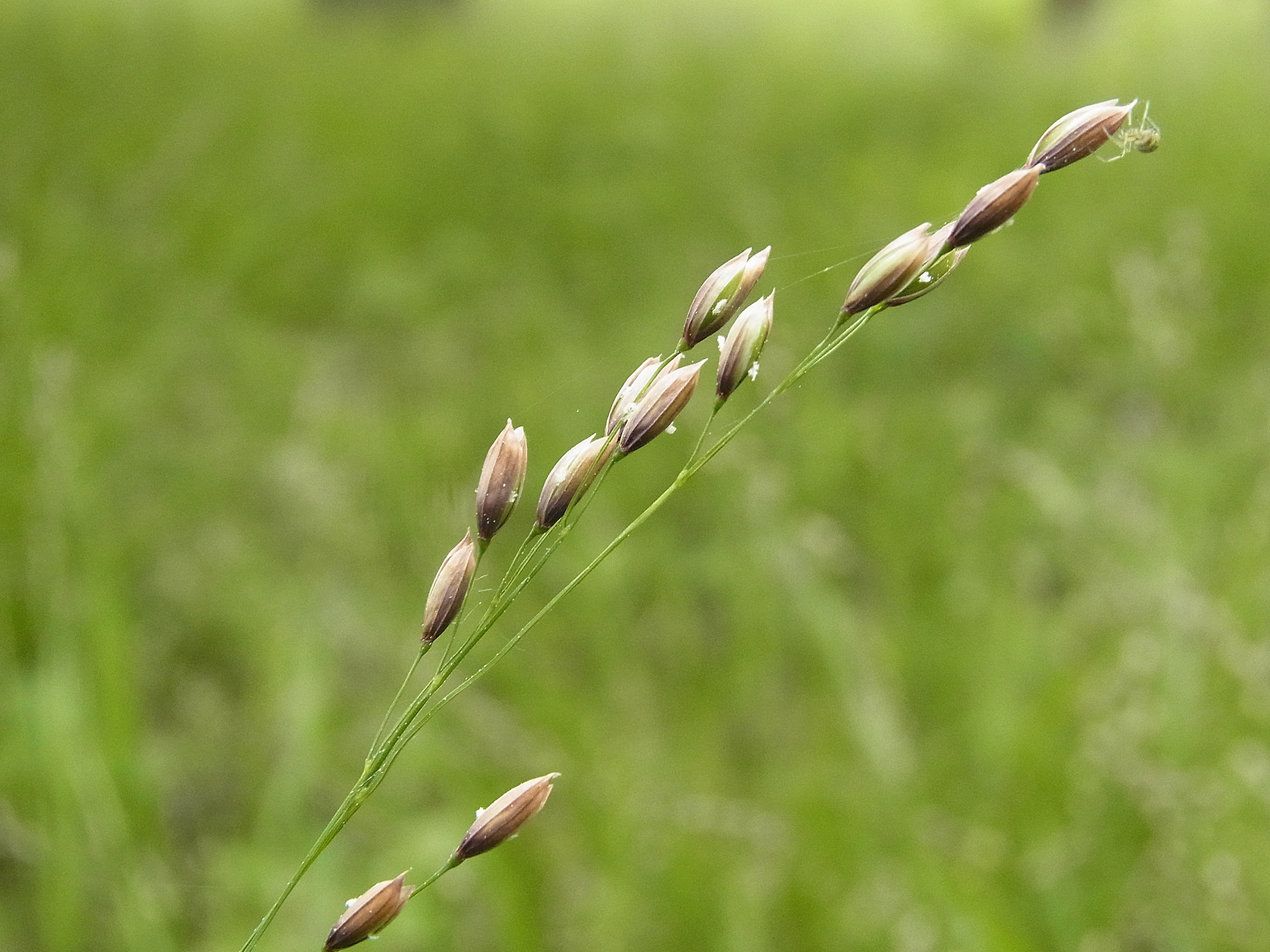
Infiorescenza
Melica uniflora

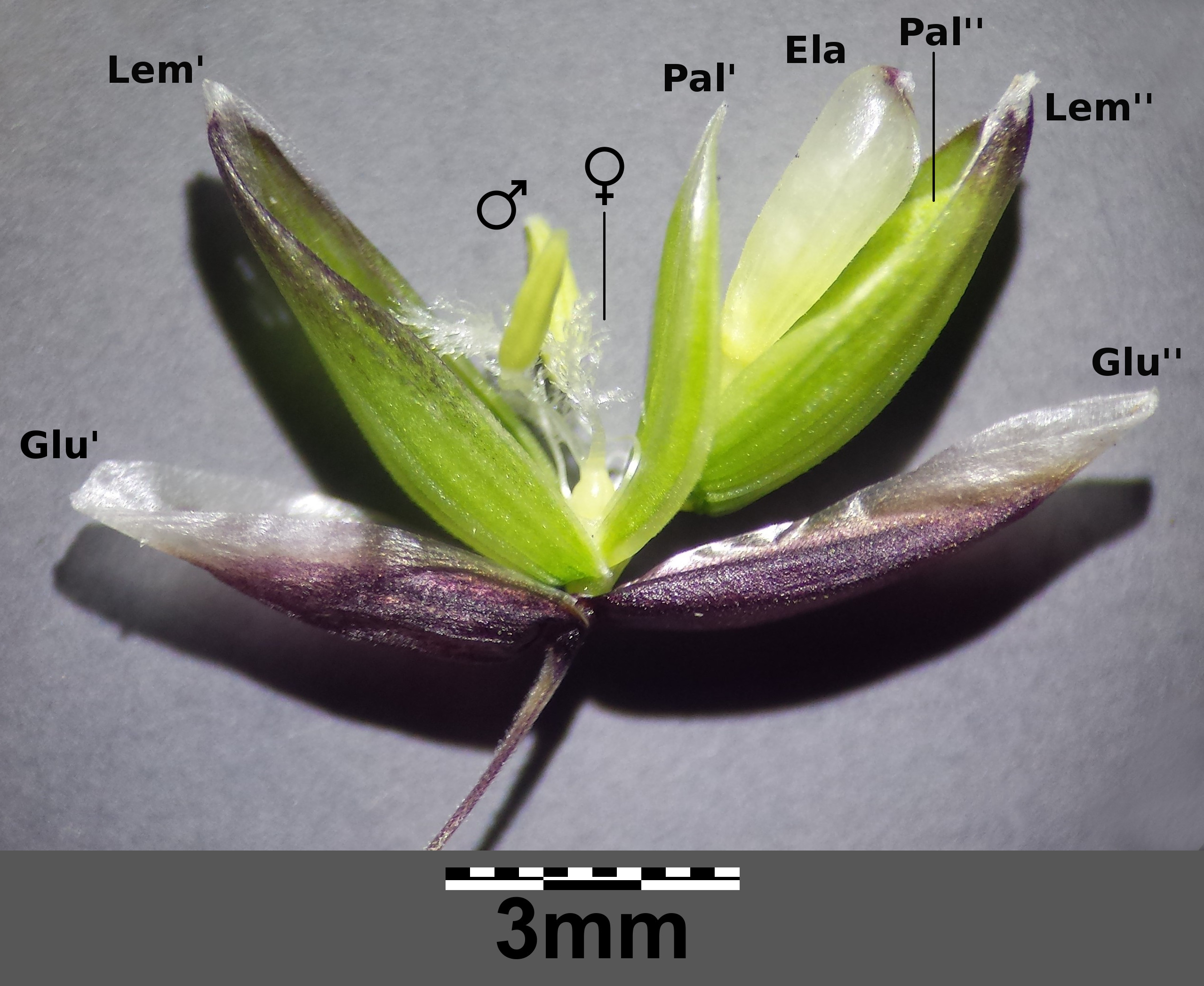
La spighetta
Melica nutans

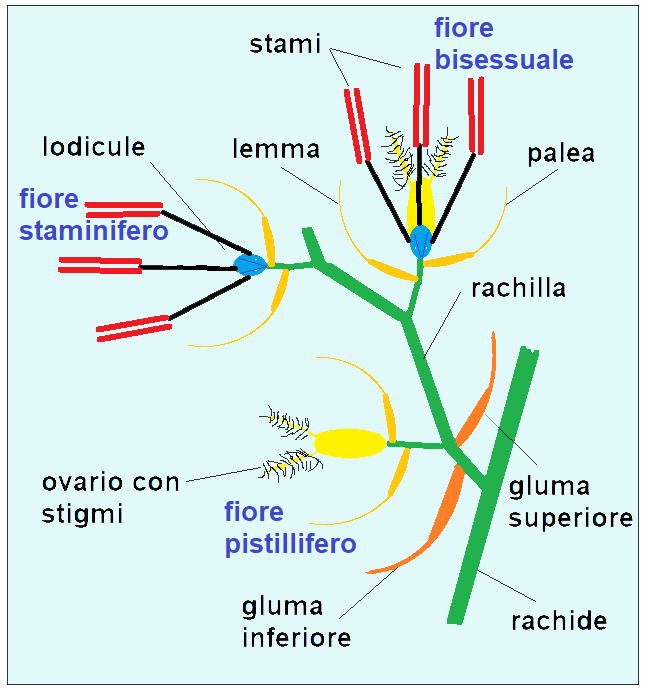
Spighetta generica con tre fiori diversi

Queste piante arrivano ad una altezza media di 10 - 40 dm (diametro del culmo: pochi millimetri). La forma biologica prevalente è emicriptofita cespitosa (H caesp), sono piante erbacee, bienni o perenni, con gemme svernanti al livello del suolo e protette dalla lettiera o dalla neve e presentano ciuffi fitti di foglie che si dipartono dal suolo.

### Radici
Le radici sono secondarie (avventizie) da un rizoma corto o allungato (il rizoma può essere anche assente).

### Fusto
La parte aerea del fusto (culmo) è eretta, ginocchiato-ascendente o decombente.

### Foglie
Le foglie lungo il culmo sono disposte in modo alterno, sono distiche e si originano dai vari nodi. Sono composte da una guaina, una ligula e una lamina. Le venature sono parallelinervie (quelle trasversali sono presenti ma deboli). Non sono presenti i pseudopiccioli e, nell'epidermide delle foglia, le papille.
- Guaina: la guaina è abbracciante il fusto (tubolare) e priva di auricole; il bordo è stretto, alato e carenato; la superficie è glabra.
- Ligula: la ligula è membranosa e subnulla (manca l'antiligula); spesso è cigliata. Dimensione della ligula: 0,3 mm.
- Lamina: la lamina, piana, ha delle forme lineari-pendule (o da filiformi a lanceolate) ed è in genere glabra.

### Infiorescenza
Infiorescenza principale (sinfiorescenza o semplicemente spiga): le infiorescenze, ascellari e terminali, sono poco ramificate e formate da 10 o più spighette (fino a 15) pendenti ed hanno la forma di una pannocchia (non lanosa) contratta o aperta. La fillotassi dell'inflorescenza inizialmente è a due livelli, anche se le successive ramificazioni la fa apparire a spirale. 

### Spighetta
Infiorescenza secondaria (o spighetta): le spighette, peduncolate con forme obovate o ellittiche o lanceolate o oblunghe, debolmente compresse lateralmente, e sottese da due brattee distiche e strettamente sovrapposte chiamate glume (inferiore e superiore), sono formate da alcuni fiori fertili (fino a 8). È presente anche un fiore sterile (clavato); in questo caso è in posizione distale rispetto a quelli fertili. Alla base di ogni fiore sono presenti due brattee: la palea e il lemma. La disarticolazione avviene con la rottura della rachilla tra i fiori o sotto le glume persistenti (in questo caso la spighetta cade intera). 
- Glume: le glume, con forme da ovali a lanceolate, e margini membranosi, sono scabre a talvolta sparsamente pubescenti; sono colorate di purpureo; la superficie è percorsa da 3 - 7 venature longitudinali.
- Palea: la palea è un profillo (in genere più corto del lemma) con due venature e apici cigliati.
- Lemma: i lemmi dei fiori fertili sono glabri ed hanno delle forme da ellittiche a lanceolate; la superficie è percorsa da 7 - 9 venature longitudinali.

### Fiore
I fiori fertili sono attinomorfi formati da 3 verticilli: perianzio ridotto, androceo  e gineceo.
- Formula fiorale:

*, P 2, A (1-)3(-6), G (2–3) supero, cariosside.
- Il perianzio è ridotto e formato da due lodicule, delle squame traslucide, poco visibili (forse relitto di un verticillo di 3 sepali). Le lodicule sono membranose e non vascolarizzate.

- L'androceo è composto da 3 stami ognuno con un breve filamento libero, una antera sagittata e due teche. Le antere sono basifisse con deiscenza laterale. Il polline è monoporato. Lunghezza delle antere: 1 - 1,5 mm.

- Il gineceo è composto da 3-(2) carpelli connati formanti un ovario supero. L'ovario, glabro, ha un solo loculo con un solo ovulo subapicale (o quasi basale). L'ovulo è anfitropo e semianatropo e tenuinucellato o crassinucellato. Lo stilo, breve, è unico con due stigmi papillosi e distinti.

### Frutti
I frutti sono del tipo cariosside, ossia sono dei piccoli chicchi indeiscenti, con forme ovoidali, nei quali il pericarpo è formato da una sottile parete che circonda il singolo seme. In particolare il pericarpo è fuso al seme ed è aderente. L'endocarpo non è indurito e l'ilo è lungo e lineare. L'embrione è piccolo e provvisto di epiblasto ha un solo cotiledone altamente modificato (scutello senza fessura) in posizione laterale. I margini embrionali della foglia non si sovrappongono.

## Biologia
Come gran parte delle Poaceae, le specie di questo genere si riproducono per impollinazione anemogama. Gli stigmi più o meno piumosi sono una caratteristica importante per catturare meglio il polline aereo.
La dispersione dei semi avviene inizialmente a opera del vento (dispersione anemocora) e una volta giunti a terra grazie all'azione di insetti come le formiche (mirmecoria).

## Distribuzione e habitat
La distribuzione delle specie del genere Melica è relativa all'Europa, Africa (soprattutto mediterranea), Asia temperata, Asia tropicale, Nord America e Sud America.

### Specie della zona alpina
Delle 9 specie spontanee della flora italiana 7 vivono sull'arco alpino. La tabella seguente mette in evidenza alcuni dati relativi all'habitat, al substrato e alla distribuzione delle specie alpine.
| Specie | Comunità vegetali | Piani vegetazionali         | Substrato  | pH     | Livello trofico | H2O   | Ambiente          | Zona alpina         |
| --- | ----------------- | --------------------------- | ---------- | ------ | --------------- | ----- | ----------------- | ------------------- |
| M. amethystina | 3                 | collinare                   | Ca         | basico | medio           | arido | C4 D2             | areale occidentale  |
| M. ciliata | 9                 | montano collinare           | Ca - Si    | basico | basso           | arido | C2 C3 F2          | tutto l'arco alpino |
| M. minuta | 3                 | collinare                   | Ca         | basico | basso           | arido | C2                | areale occidentale  |
| M. nutans | 14                | subalpino montano collinare | Ca - Si    | neutro | basso           | secco | B6 G4 H2 I1 I2 I3 | tutto l'arco alpino |
| M. picta | 14                | collinare                   | Ca - Ca/Si | basico | basso           | secco | F7 G4 I2 I3       | BL PN UD TV         |
| M. transsilvanica | 9                 | montano collinare           | Ca - Si    | neutro | basso           | arido | F2 F7 G4          | areale orientale    |
| M. uniflora | 14                | montano collinare           | Ca - Si    | acido  | basso           | medio | B6 I2             | tutto l'arco alpino |
| Legenda e note alla tabella. Substrato: con “Ca/Si” si intendono rocce di carattere intermedio (calcari silicei e simili). Zona alpina: vengono prese in considerazione solo le zone alpine del territorio italiano (sono indicate le sigle delle province). Comunità vegetali: 3 = comunità delle fessure, delle rupi e dei ghiaioni; 9 = comunità a emicriptofite e camefite delle praterie rase magre secche; 14 = comunità forestali. Ambienti: B6 = tagli rasi forestali, schiarite, strade forestali; C2 = rupi, muri e ripari sotto roccia; C3 = ghiaioni, morene e pietraie; D2 = bordi dei ruscelli; F2 = praterie rase, prati e pascoli dal piano collinare al subalpino; F7 = margini erbacei dei boschi; G4 = arbusteti e margini dei boschi; H2 = boscaglie di pini montani; I1 = boschi di conifere; I2 = boschi di latifoglie; I3 = querceti submediterranei. |                   |                             |            |        |                 |       |                   |                     |

## Tassonomia
La famiglia delle Poacee comprende circa 800 generi e oltre 9.000 specie. È una delle famiglie più numerose e più importanti del gruppo delle monocotiledoni. La famiglia è suddivisa in 12 sottofamiglie, il genere Melica fa parte della sottofamiglia Pooideae, tribù Meliceae.

### Specie
Il genere Melica comprende le seguenti specie:
- Melica altissima L., 1753
- Melica amethystina Pourr., 1788
- Melica animarum Muj.-Sall. & M.Marchi, 2005
- Melica argentata É.Desv., 1853
- Melica argyrea Hack., 1904
- Melica aristata Thurb. ex Bol., 1870
- Melica arzivencoi Valls & Barcellos, 1973
- Melica × aschersonii M.Schulze, 1889
- Melica bocquetii Talavera, 1986
- Melica bonariensis Parodi, 1951
- Melica brasiliana Ard., 1764
- Melica brevicoronata Roseng., 1970
- Melica bulbosa Porter & J.M.Coult., 1874
- Melica californica Scribn., 1885
- Melica canariensis W.Hempel, 1967
- Melica capillaris Banks & Sol.
- Melica cepacea (Phil.) Scribn., 1901
- Melica chatkalica Lazkov & Usupbaev
- Melica chilensis J.Presl, 1830
- Melica ciliata L., 1753
- Melica commersonii Nees ex Steud., 1854
- Melica cupanii Guss., 1832
- Melica decipiens Caro, 1969
- Melica dendroides Lehm., 1831
- Melica eligulata Boiss., 1854
- Melica eremophila Torres, 1970
- Melica frutescens Scribn., 1885
- Melica fugax Bol., 1870
- Melica geyeri Munro ex Bol., 1870
- Melica glabrescens (Torres) Torres, 1980
- Melica harfordii Bol., 1870
- Melica × haussknechtii W.Hempel
- Melica hunzikeri Nicora, 1999
- Melica hyalina Döll, 1877
- Melica imperfecta Trin., 1836
- Melica inaequiglumis Boiss.
- Melica kozlovii Tzvelev, 1968
- Melica lilloi Bech., 1938
- Melica longiflora Steud., 1854
- Melica longiligulata Z.L.Wu, 1992
- Melica macra Nees, 1829
- Melica minor Hack. ex Boiss., 1884
- Melica minuta L., 1767
- Melica mollis Phil.,1896
- Melica montezumae Piper, 1905
- Melica mutica Walter, 1788
- Melica nitens (Scribn.) Nutt. ex Piper, 1905
- Melica nutans L., 1753
- Melica onoei Franch. & Sav., 1878
- Melica pappiana W.Hempel, 1971
- Melica parodiana Torres, 1968
- Melica patagonica Parodi, 1951
- Melica paulsenii Phil., 1896
- Melica penicillaris Boiss. & Bal., 1859
- Melica persica Kunth, 1830
- Melica picta K.Koch, 1848
- Melica poecilantha É.Desv., 1853
- Melica porteri Scribn., 1885
- Melica przewalskyi Roshev., 1921
- Melica racemosa Thunb., 1794
- Melica radula Franch., 1884
- Melica rectiflora Boiss. & Heldr., 1854
- Melica rigida Cav., 1799
- Melica riograndensis Longhi-Wagner & Valls, 1977
- Melica sarmentosa Nees, 1829
- Melica scaberrima (Steud.) Hook.f., 1896
- Melica scabra Kunth, 1816
- Melica scabrosa Trin., 1833
- Melica schafkatii Bondarenko, 1968
- Melica schuetzeana W.Hempel, 1972
- Melica secunda Regel, 1880
- Melica serrana Muj.-Sall. & M.Marchi, 2005
- Melica smirnovii Tzvelev
- Melica smithii (Porter) Vasey, 1888
- Melica spartinoides L.B.Sm., 1971
- Melica spectabilis Scribn., 1885
- Melica stricta Bol., 1863
- Melica stuckertii Hack., 1904
- Melica subflava Z.L.Wu, 2002
- Melica subulata (Griseb.) Scribn., 1885
- Melica tangutorum Tzvelev, 1968
- Melica taylorii W.Hempel, 1972
- Melica teneriffae Hack. ex Christ, 1888
- Melica tenuis Arechav., 1896
- Melica × thuringiaca Rauschert, 1963
- Melica tibetica Roshev., 1921
- Melica torreyana Scribn., 1885
- Melica transsilvanica Schur, 1853
- Melica trebinjensis Strobl
- Melica turczaninowiana Ohwi, 1932
- Melica × tzvelevii W.Hempel
- Melica uniflora Retz., 1779
- Melica violacea Cav., 1799
- Melica virgata Turcz. ex Trin., 1831
- Melica × weinii W.Hempel, 1970
- Melica yajiangensis Z.L.Wu, 1992

### Specie europee
In Europa e nell'areale del Mediterraneo sono presenti le seguenti specie:
- Melica altissima L. - Distribuzione:Europa orientale (meridionale), Transcaucasia e Anatolia
- Melica amethystina Pourr. - Distribuzione: Europa occidentale
- Melica bocquetii Talavera - Distribuzione: Spagna
- Melica capillaris Russell - Distribuzione: Anatolia
- Melica ciliata L. - Distribuzione: Europa (escluse le aree settentrionali), Anatolia, Siria e Magreb
- Melica cretica Boiss. & Heldr. - Distribuzione: Grecia, Anatolia e Siria
- Melica cupanii Guss. - Distribuzione: Italia e Tunisia
- Melica humilis Boiss. - Distribuzione: Penisola Iberica, Siria, Sinai e Magreb
- Melica jacquemontii Decne. - Distribuzione: Transcaucasia, Anatolia e Asia mediterranea
- Melica minor Boiss. - Distribuzione: Transcaucasia
- Melica minuta L. - Distribuzione: Europa mediterranea, Anatolia, Asia mediterranea e Africa mediterranea
- Melica monticola Prokudin - Distribuzione: Grecia, Anatolia e Crimea
- Melica nutans L. - Distribuzione: Europa e Transcaucasia
- Melica penicillaris Boiss. & Balansa - Distribuzione: Anatolia
- Melica persica Kunth - Distribuzione: Anatolia e Asia mediterranea
- Melica picta K. Koch - Distribuzione: Europa centro-orientale, Transcaucasia e Anatolia
- Melica rectiflora Boiss. & Heldr. - Distribuzione: Grecia
- Melica taurica K. Koch - Distribuzione: Penisola Balcanica, Transcaucasia e Anatolia
- Melica transsilvanica Schur - Distribuzione: Europa (escluse alcune aree occidentali e settentrionali), Transcaucasia e Anatolia
- Melica trebinjensis Strobl - Distribuzione: Bosnia ed Erzegovina
- Melica uniflora Retz. - Distribuzione: Europa (esclusa Russia orientale), Transcaucasia, Anatolia, Siria e Magreb

### Chiave per le specie italiane
Per meglio comprendere ed individuare le varie specie del genere (solamente per le specie spontanee della flora italiana) l’elenco seguente utilizza in parte il sistema delle chiavi analitiche (vengono cioè indicate solamente quelle caratteristiche utili a distingue una specie dall'altra).
- Gruppo 1A: i lemmi dei fiori fertili sono lungamente villosi sul dorso o lungo i nervi marginali; la pannocchia si presenta bianco-lanosa;

- Gruppo 2A: il lemma è villoso lungo i nervi marginali e spesso anche dorsalmente;

- Gruppo 3A: il lemma è villoso sul margine e sul dorso;

- Melica cupanii Guss. - Melica di Cupani: l'altezza della pianta è di circa 15 - 20 cm; il ciclo biologico è perenne; la forma biologica è emicriptofita cespitosa (H caesp); il tipo corologico è Sud-Mediterraneo / Turanico; gli habitat tipici sono i pendii sassosi e rupestri; in Italia è una specie comune e si trova solo al Sud fino ad una altitudine compresa tra 1.500 - 1.900 m s.l.m..

- Gruppo 3B: il lemma è villoso sul margine, mentre sul dorso è glabro almeno nella metà superiore;

- Gruppo 4A: la pannocchia è compatta, con forme cilindriche e con i rami inferiori con 5 - 7 spighette;

- Melica ciliata L. - Melica barbata: le due glume sono lunghe uguali; l'altezza della pianta è di circa 3 - 10 dm; il ciclo biologico è perenne; la forma biologica è emicriptofita cespitosa (H caesp); il tipo corologico è Euri-Mediterraneo / Turanico; gli habitat tipici sono i prati aridi e le rupi soleggiate; in Italia è una specie comune in tutto il territorio fino ad una altitudine di 1.200 m s.l.m..
- Melica transsilvanica Schur - Melica di Transilvania: la gluma inferiore è più lunga di 1/3 - 2/3 di quella superiore; l'altezza della pianta è di circa 3 - 6 dm; il ciclo biologico è perenne; la forma biologica è emicriptofita cespitosa (H caesp); il tipo corologico è Sud Est Europeo - Sudsiberiano (Pontico); gli habitat tipici sono i pascoli e i pendii aridi, le rupi e i cespuglieti; in Italia è una specie rara e si trova più o meno in tutto il territorio fino ad una altitudine compresa tra 500 e 1.200 m s.l.m..

- Gruppo 4B: la pannocchia è ramosa con i rami inferiori con 10 - 20 spighette;

- Melica ciliata subsp. magnolii (Gren. & Godr.) K. Richt. (Nella "Flora d'Italia" di Sandro Pignatti è definita come Melica magnolii Gren. & Godr. - Melica di Magnol: il ciclo biologico è perenne; la forma biologica è emicriptofita cespitosa (H caesp); il tipo corologico è Steno-Mediterraneo / Turanico; gli habitat tipici sono le macchie, le garighe e i pendii aridi; in Italia è una sottospecie comune al Centro e al Sud fino ad una altitudine di 800 m s.l.m..)

- Gruppo 2B: il lemma è villoso solo sul margine (nei 2/3 inferiori);

- Melica amethystina Pourr.: l'altezza della pianta è di circa 2 - 5 dm; il ciclo biologico è perenne; la forma biologica è emicriptofita cespitosa (H caesp); il tipo corologico è Steno-Mediterraneo occidentale; gli habitat tipici sono i pendii aridi e sassosi; in Italia è una specie rara e si trova al Centro fino ad una altitudine di 600 m s.l.m.. (Nella "Flora d'Italia" di Sandro Pignatti è definita come Melica bauhinii All. - Melica di Bauhin).

- Gruppo 1B: i lemmi dei fiori fertili sono glabri; la pannocchia non è lanosa;

- Gruppo 5A: i rami della pannocchia sono eretti, o penduli nella zona apicale; la lamina delle foglie è generalmente piana;

- Gruppo 6A: la guaina è prolungata in una appendice lesiniforme opposta alla ligula (antiligula); le spighette sono formate da un fiore fertile e uno ridotto;

- Melica uniflora Retz. - Melica comune: l'altezza della pianta è di circa 3 - 4 dm; il ciclo biologico è perenne; la forma biologica è emicriptofita cespitosa (H caesp); il tipo corologico è Paleotemperato; gli habitat tipici sono i boschi termofili (leccete e querceti caducifogli); in Italia è una specie comune in tutto il territorio fino ad una altitudine di 800 m s.l.m..

- Gruppo 6B: la guaina è priva di antilugula; le spighette sono formate da due fiori fertili e uno ridotto;

- Melica nutans L. - Melica delle faggete: la ligula è subnulla; l'altezza della pianta è di circa 2 - 4 dm; il ciclo biologico è perenne; la forma biologica è emicriptofita cespitosa (H caesp); il tipo corologico è Europeo-Caucasico; gli habitat tipici sono i boschi, soprattutto le faggete; in Italia è una specie comune al Nord fino ad una altitudine compresa tra 100 e 1.800 m s.l.m..
- Melica picta K. Koch: la ligula è lunga 2 mm; l'altezza della pianta è di circa 10 dm; il ciclo biologico è perenne; la forma biologica è emicriptofita cespitosa (H caesp); il tipo corologico è relativo alla Russia meridionale e Asia Centrale; in Italia si trova nel Nord-Est.

- Gruppo 5B: i rami inferiori della pannocchia sono patenti; le foglie all'apice possono essere convolute;

- Melica minuta L. - Melica minuta: la ligula è acuta e lunga 4 - 5 mm; l'altezza della pianta è di circa 1 - 4 dm; il ciclo biologico è perenne; la forma biologica è emicriptofita cespitosa (H caesp); il tipo corologico è Steno-Mediterraneo; gli habitat tipici sono le rupi, i muri e i pendii sassosi; in Italia è una specie rara con una distribuzione discontinua fino ad una altitudine di 600 m s.l.m..

Alcune checklist considerano la specie Melica arrecta Kuntze, normalmente considerato un sinonimo di M. minuta, una specie autonoma.

### Alcune specie

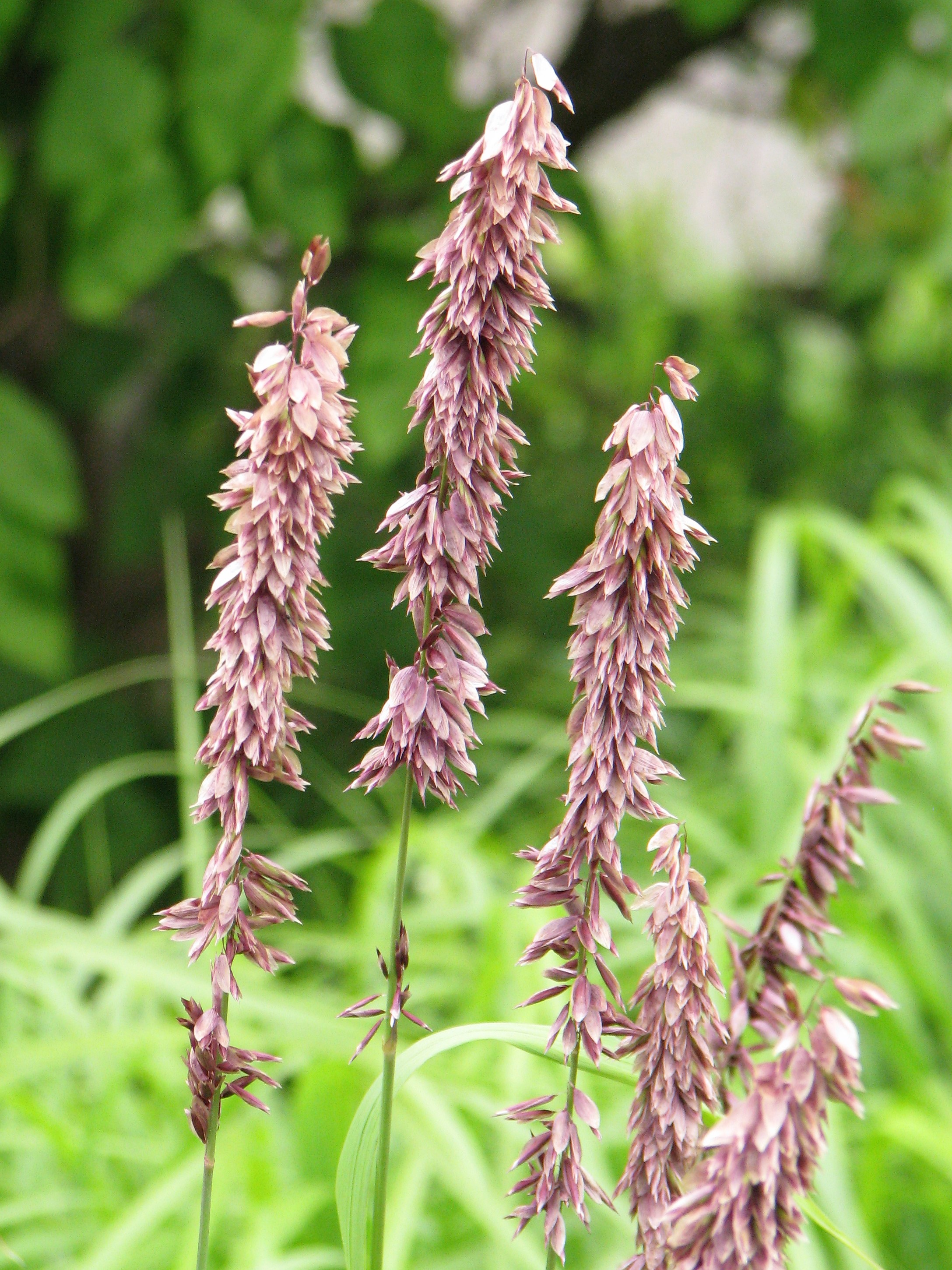
Melica altissima
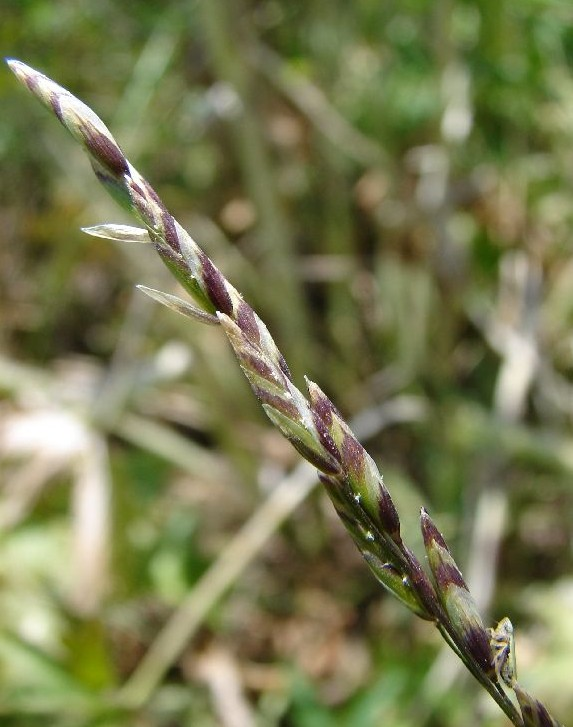
Melica bulbosa
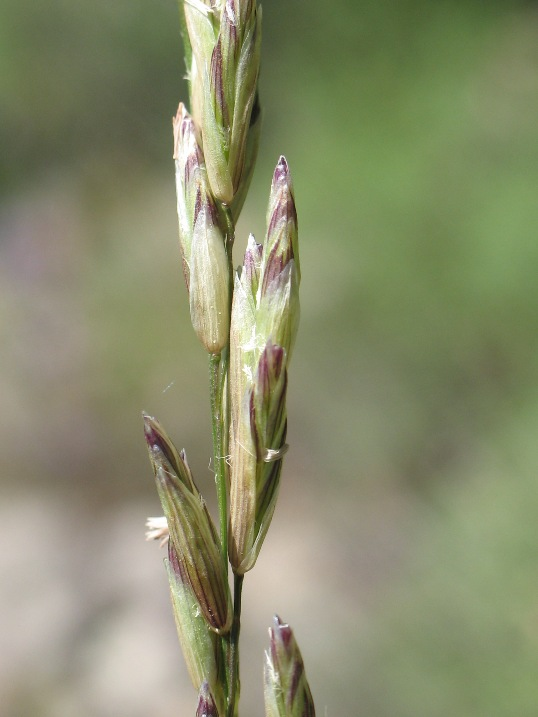
Melica californica
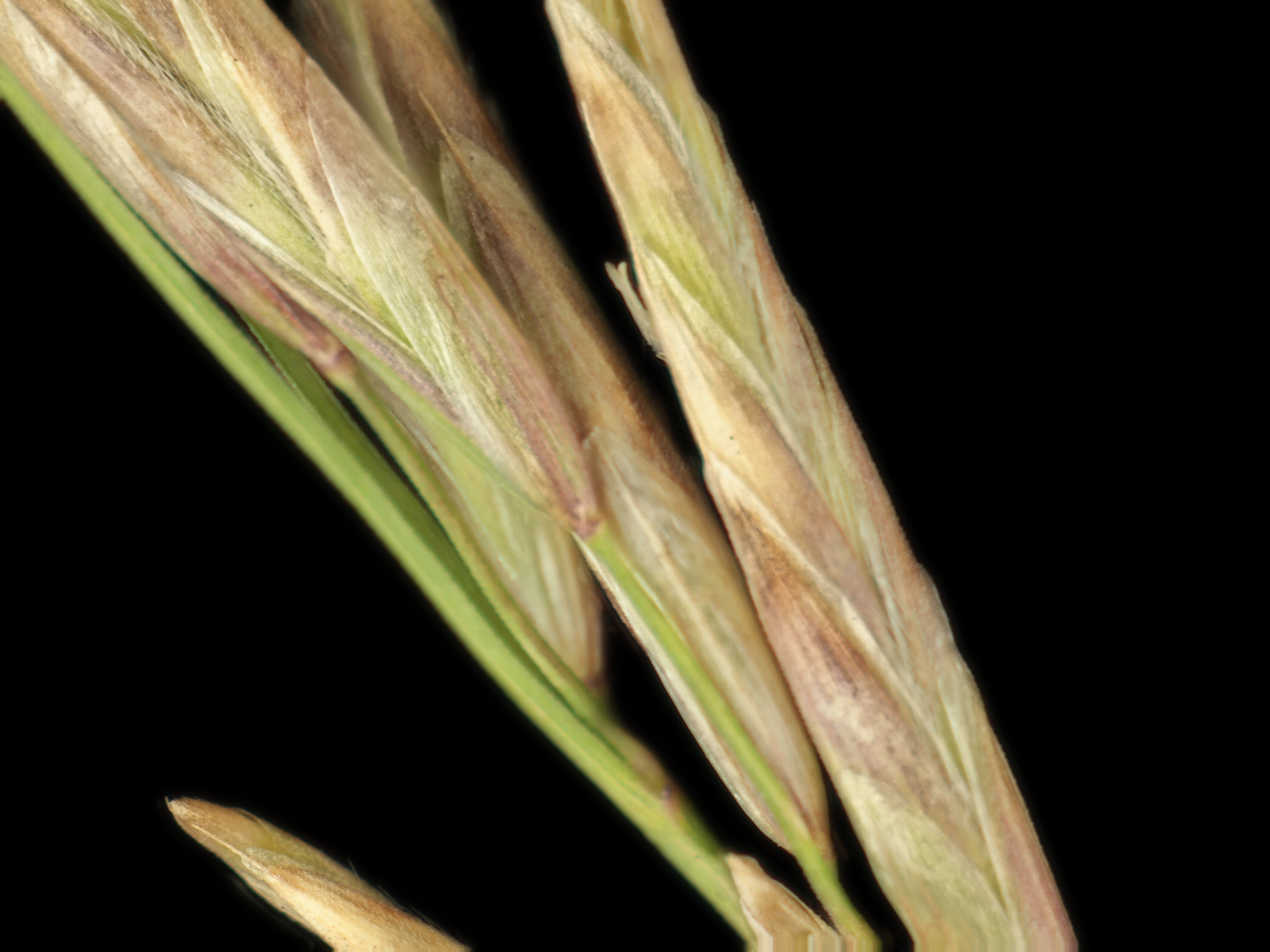
Melica harfordii
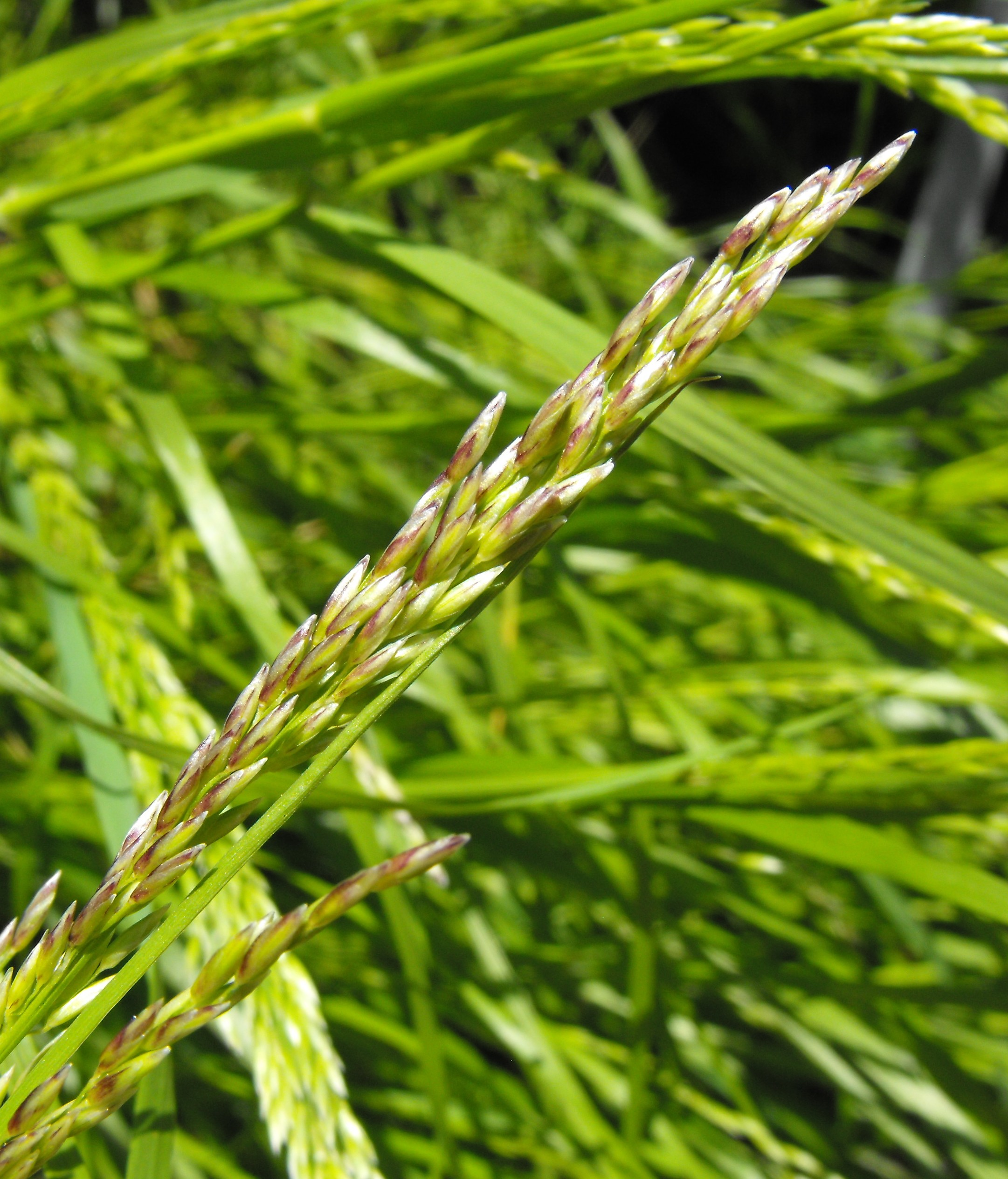
Melica imperfecta
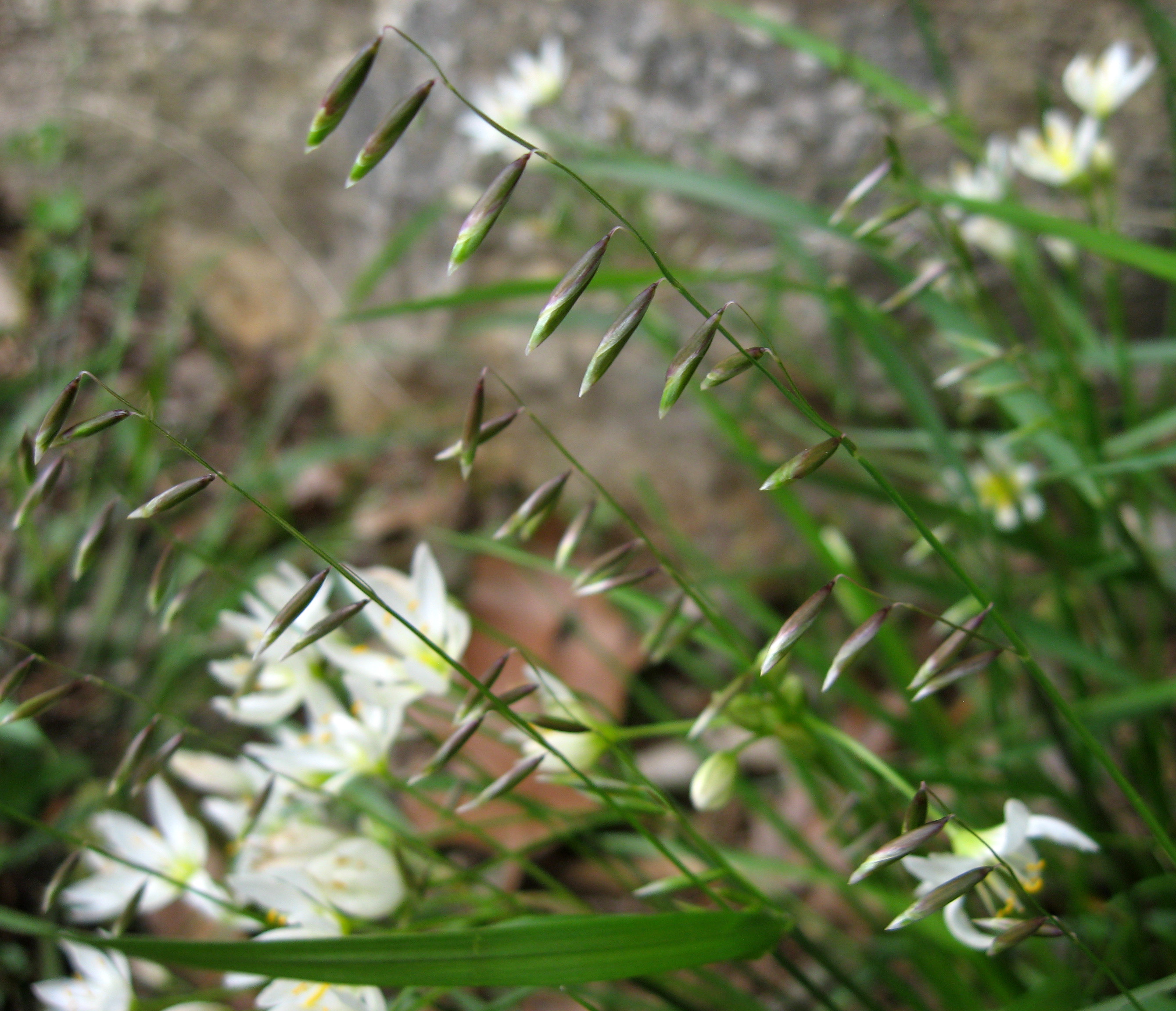
Melica mutica
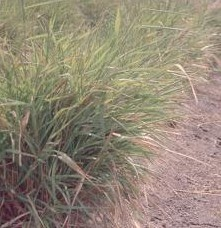
Melica nitens
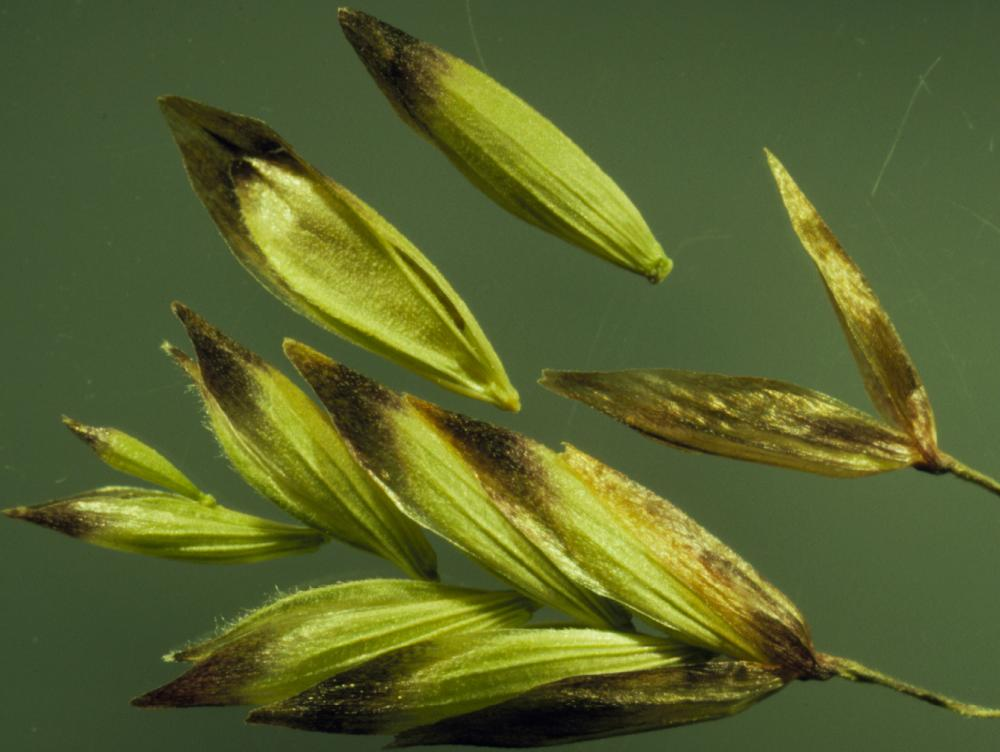
Melica spectabilis
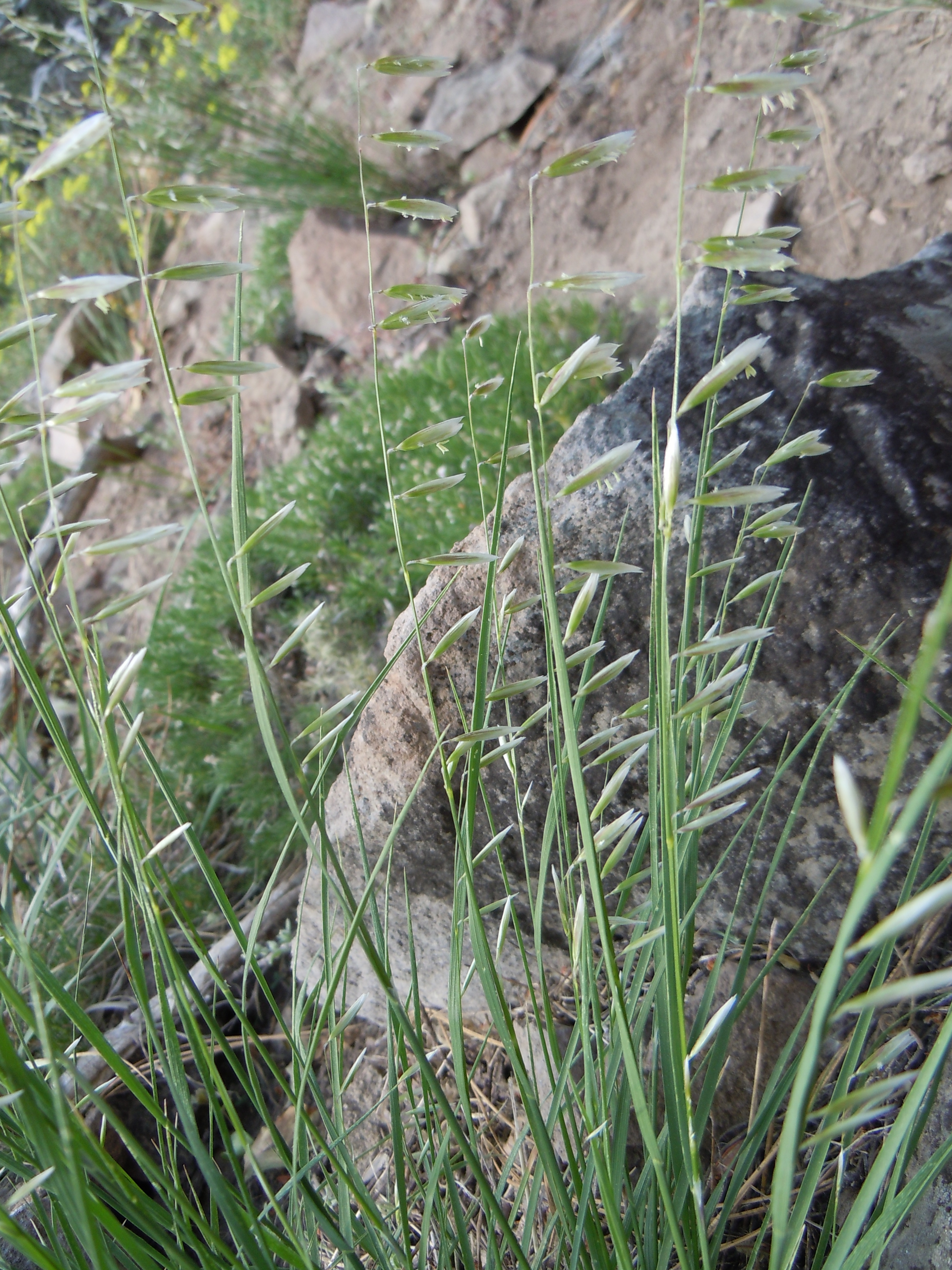
Melica stricta
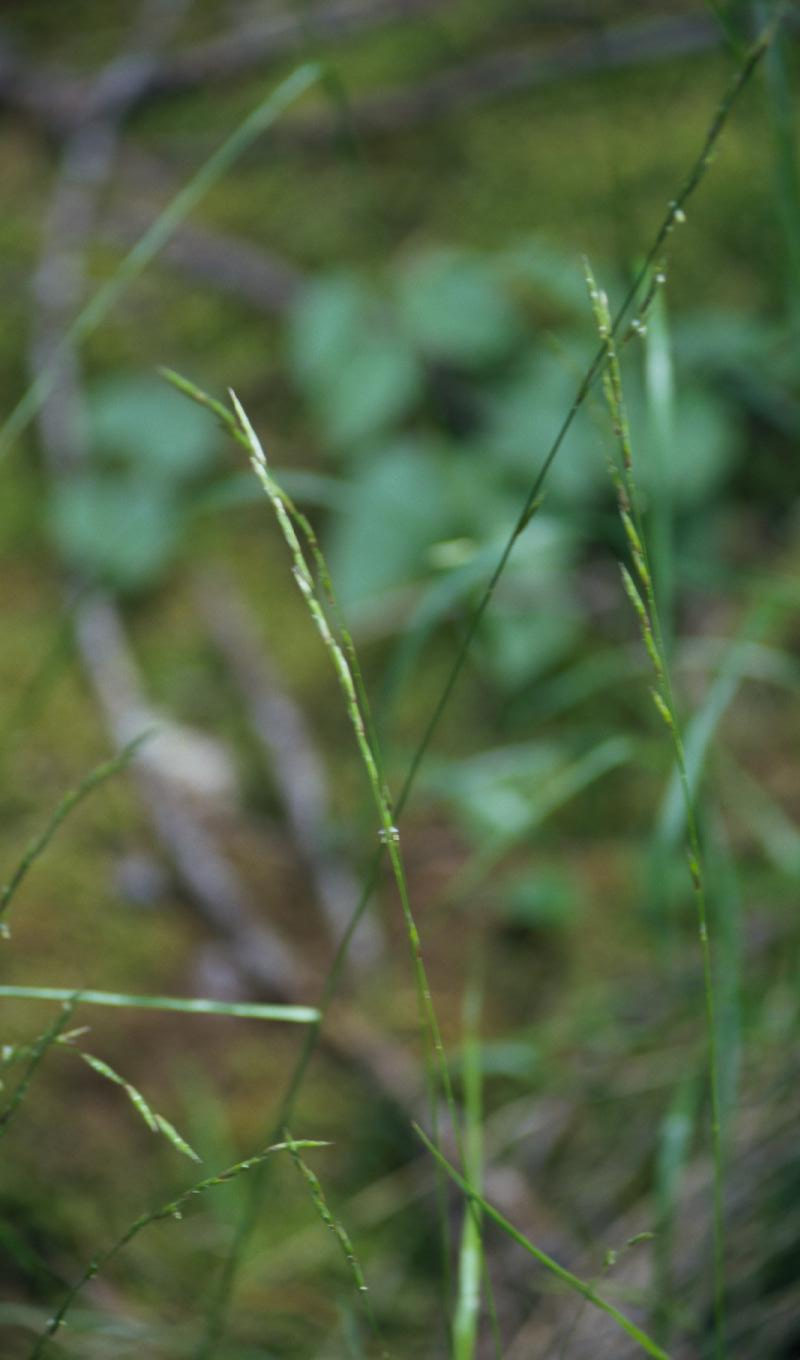
Melica subulata
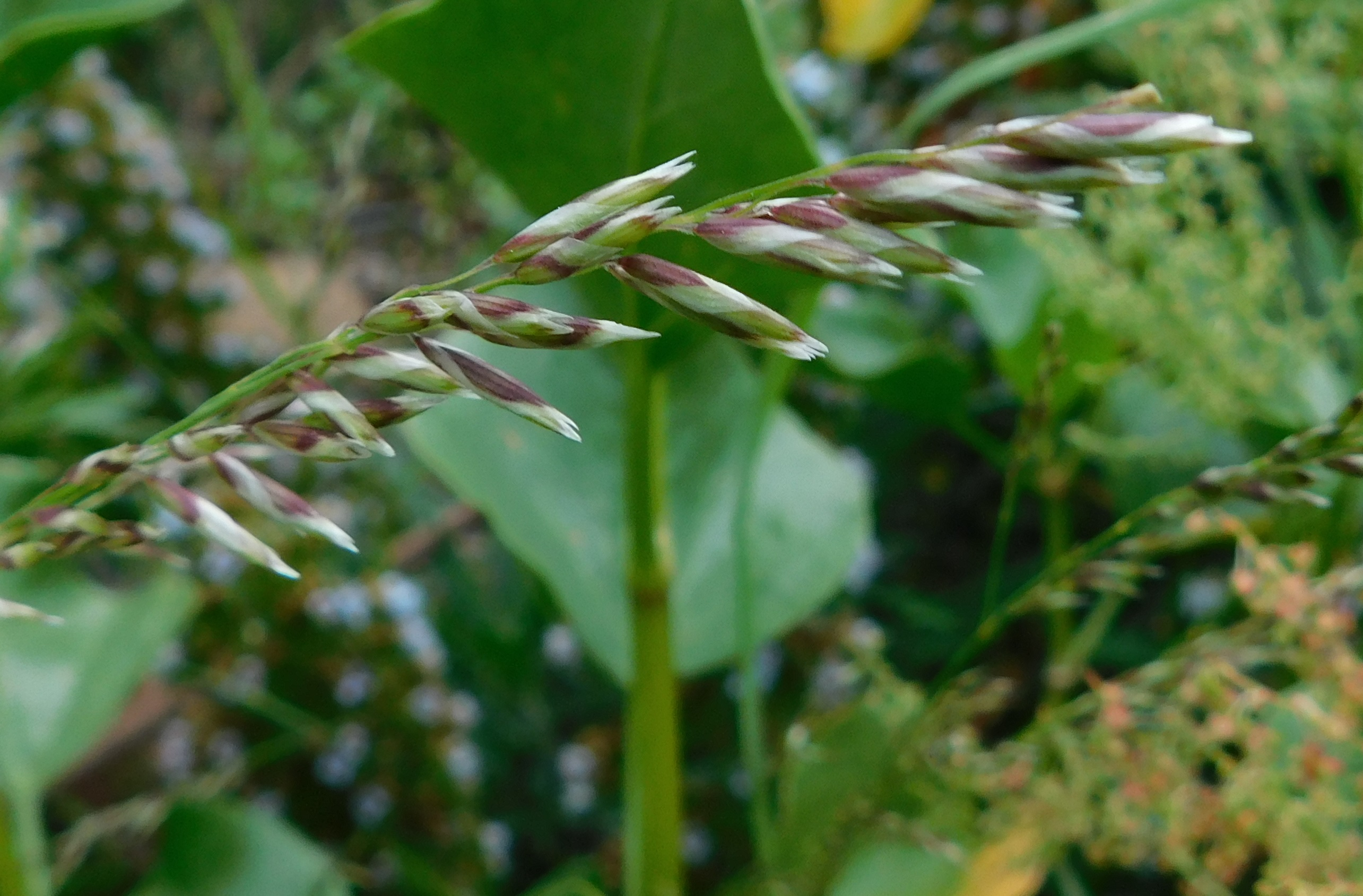
Melica teneriffae
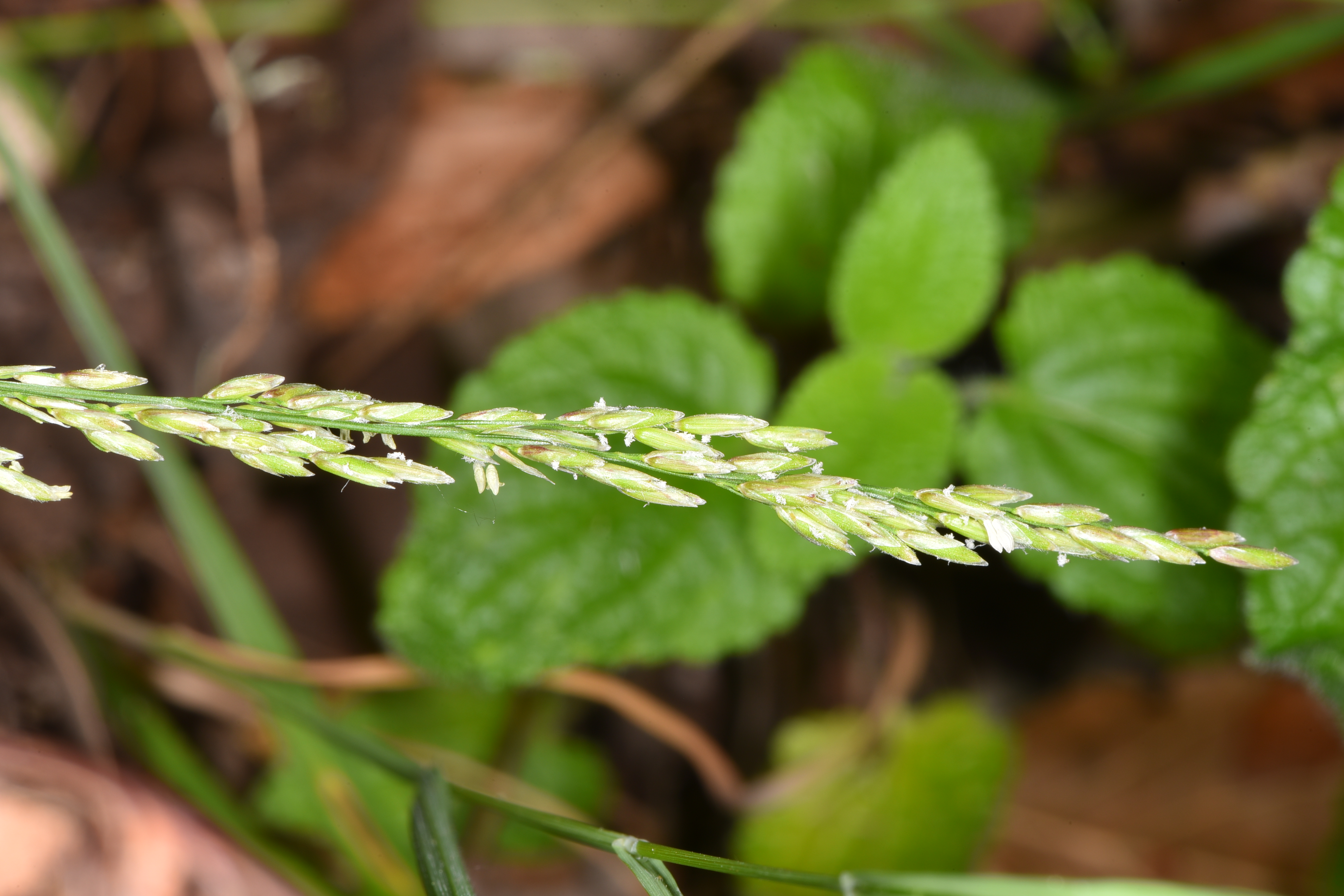
Melica torreyana
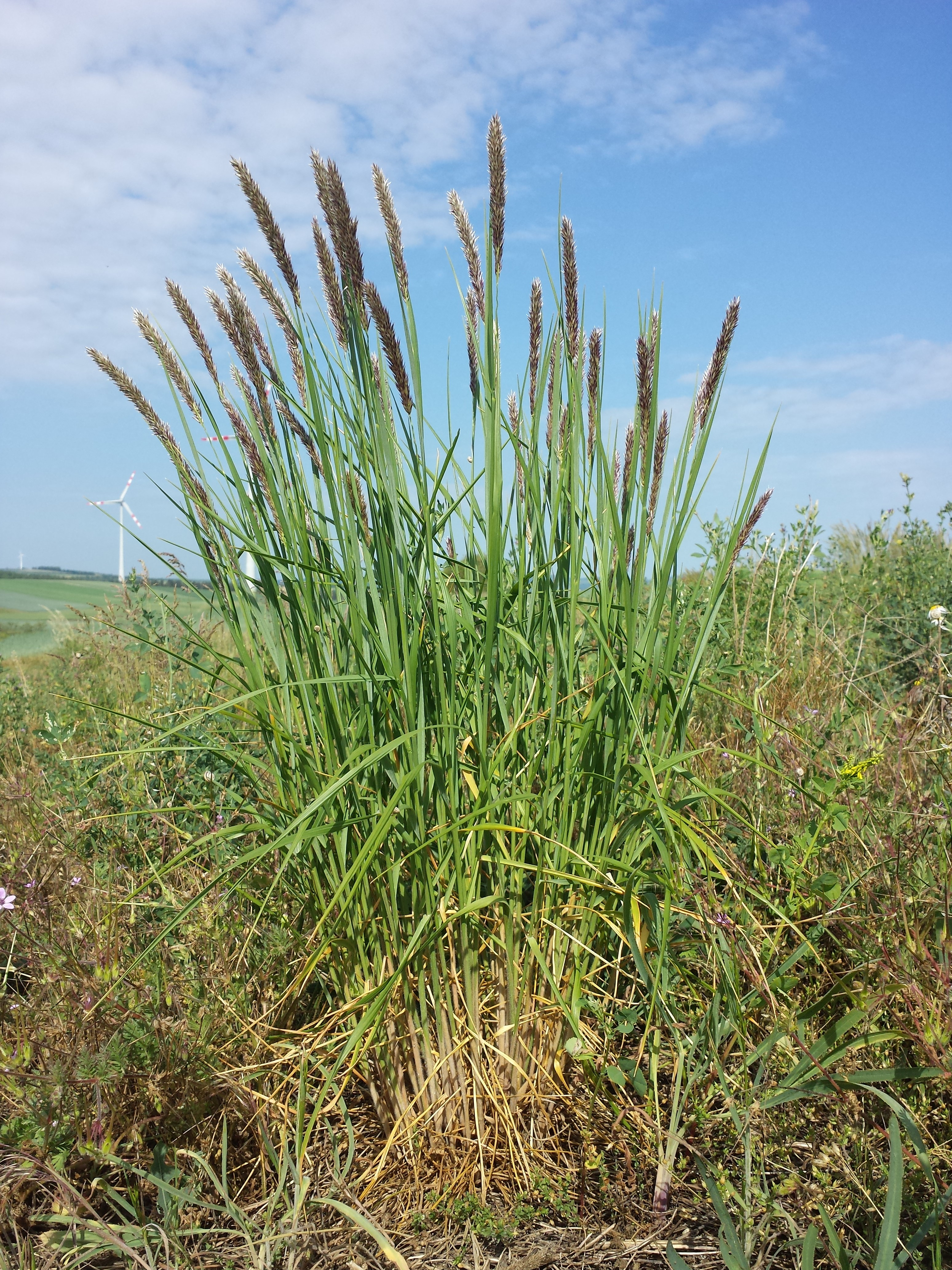
Melica transsilvanica

### Filogenesi
Il genere Melica fa parte della supertribù Melicodae Soreng, 2017 (tribù Meliceae Link ex Endl., 1830). La supertribù Melicodae, dal punto di vista filogenetico, è la seconda supertribù, dopo la supertribù Nardodae Soreng, 2017, ad essersi evoluta nell'ambito della sottofamiglia Pooideae.
Per questo genere è descritta la seguente sinapomorfia: gli apici delle glume sono traslucidi.
Il numero cromosomico delle specie di questo genere è: 2n = 18 e 36.